# Jorge Buxadé
Jorge Buxadé Villalba (Barcelona, 16 de junio de 1975) es un abogado del Estado, profesor universitario y político español. Es diputado en el Parlamento Europeo por Vox desde 2019 y vicepresidente del Partido de los Conservadores y Reformistas Europeos entre 2020 y 2024. 

## Biografía
Se licenció en derecho en la Universidad Abad Oliva CEU en 1999 y en 2003 accedió al Cuerpo de Abogados del Estado. Fue destinado al Tribunal Superior de Justicia de Cataluña.
Fue el abogado encargado de recurrir la celebración de la consulta sobre la independencia de Cataluña en Arenys de Munt de 2009. Ha trabajado en varios bufetes de abogados y desde marzo de 2018 es árbitro en el Tribunal Arbitral de Barcelona. Es profesor asociado de Derecho administrativo en la Universidad Internacional de Cataluña y en la Universidad Abad Oliva CEU.
Fue presidente del Foro Catalán de la Familia, secretario de la Fundación Juan Boscán y uno de los impulsores de la creación de Sociedad Civil Catalana.

## Carrera política

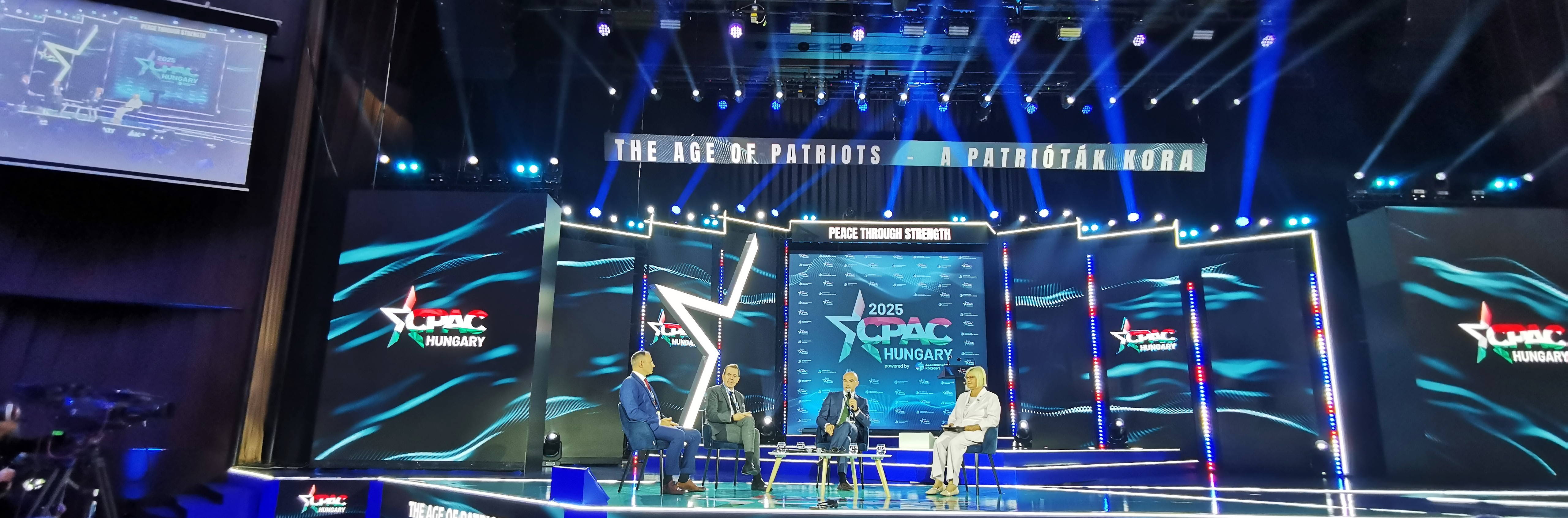
Buxadé en CPAC Hungría 2025

Durante la década de 1990 fue militante de varios partidos de ideología falangista. Formó parte de la candidatura de Falange Española de las JONS en las elecciones al Parlamento de Cataluña de 1995 como número siete por la provincia de Tarragona. Al año siguiente se presentó como número ocho por Falange Española Auténtica en Barcelona en las elecciones generales de 1996. Entre 2004 y 2014 militó en el Partido Popular (PP). En 2019, afirmó no arrepentirse de haber estado afiliado a Falange Española de las JONS, pero sí de su militancia en el PP. En 2015 se afilió a Vox.
En 2016 fue vicepresidente segundo de la candidatura de Santiago Abascal para presidir Vox y es vocal de la ejecutiva nacional del partido. En las elecciones al Parlamento Europeo de mayo de 2019 fue el cabeza de lista de Vox por la circunscripción de España. En dichas elecciones Vox consiguió 3 diputados de 59 y Buxadé pasó a ser eurodiputado dentro del Grupo de los Conservadores y Reformistas Europeos. Es vicepresidente de dicha formación de derechas desde septiembre de 2020. De cara a las elecciones generales de 2023 no fue incluido en las listas de Vox.